# Rumex rectinervis
Rumex rectinervis là một loài thực vật có hoa trong họ Rau răm. Loài này được Rech. f. miêu tả khoa học đầu tiên.